# Paris (Schiff, 1922)
Die Paris war ein norwegisches Frachtschiff, das im Zweiten Weltkrieg von der deutschen Kriegsmarine requiriert und als Minenräumschiff eingesetzt wurde.

## Bau und technische Daten
Das Schiff wurde 1922 von der Akers mekaniske verksted in Oslo mit der Baunummer 401 für die Reederei Fred. Olsen (Ganger Rolf) gebaut. Bei 77,9 m Länge, 12,1 m Breite und 5,2 m Tiefgang war das Schiff mit 1753 BRT vermessen. Eine Dreifach-Expansions-Dampfmaschine von Akers Mekaniske Verksted erzeugte 169 nominale PS und ermöglichte über eine Schraube eine Geschwindigkeit von bis zu 11 Knoten.

## Geschichte
Die Paris fuhr in der Trampschifffahrt, zumeist im Raum Skandinavien-Nordsee. Wohl einziges bemerkenswertes Ereignis in ihrer Laufbahn war am 26. November 1939 die Rettung der beiden einzigen Überlebenden der fünfköpfigen Besatzung des belgischen Frachters Quenast (509 BRT), der mit einer Ladung Salz auf der Fahrt vom Tees (England) nach Antwerpen drei Seemeilen nördlich des Noord-Hinder-Feuerschiffs sank.
Nach der Besetzung Norwegens durch die deutsche Wehrmacht wurde das Schiff von der Kriegsmarine beschlagnahmt und zunächst, ab 21. August 1940, als Truppentransporter eingesetzt. Im Frühjahr 1941 wurde es dann zu einem sogenannten Minenräumschiff, d. h. zum Mutterschiff von Minenräumbarkassen, umgebaut. Acht Motorbarkassen zum Minenräumen wurden auf dem Oberdeck platziert (drei auf dem Achterdeck und fünf auf dem Vorderdeck), und das Schiff wurde mit einem 8,8-cm-Geschütz, drei 37-mm-Flak und zwölf 20-mm-Flak bewaffnet. Am 3. Juni 1941 wurde es unter der Bezeichnung MRS 4 in Dienst gestellt – mit teilweise norwegischer Besatzung. Das Schiff wurde in den norwegischen Küstengewässern eingesetzt. Als Mutterschiff führte die Paris selbst keine Minenräumarbeiten aus, sondern setzte zu diesem Zweck seine Barkassen aus, für deren Besatzungen sie als Wohnschiff diente.
Am 18. Oktober 1944 entging das Schiff bei der Nordkinnhalbinsel einem Torpedoangriff des sowjetischen U-Boots V-4 "Soviet Svanetia".
Am 12. März 1945 wurde MRS 4 dann doch versenkt. Das auf den Shetlandinseln stationierte und mit norwegischer Besatzung fahrende Motortorpedoboot MTB-711 traf die Paris mit zwei Torpedos nordöstlich des Kvaløytå Leuchtfeuers auf der Nordspitze der Insel Kvaløy westlich von Haugesund. Das Schiff sank innerhalb von Sekunden mit 86 Mann seiner Besatzung, darunter auch einige Norweger. 70 Mann konnten gerettet werden.